# الباطح
قرية الباطح هي إحدى القرى التابعة لمحافظات منطقة المدينة المنورة وتقع على طريق الهجرة بين مكة المكرمة والمدينة المنورة. 

## لمحة تاريخية
قرية الباطح تقع على طريق الهجرة بين الحرمين الشريفين مكة المكرمة والمدينة المنورة غرباً من الطريق وتبعد عن المدينة المنورة 170 كم تقرباً جنوباً منها. تتبع إدارياً لمركز الأكحل التابع لمحافظة وادي الفرع التابعة لمنطقة المدينة المنورة.

## أهم المعالم
طريق الهجرة